# Cardelectro
Albums de Red Cardell
La Scène
(2002) Sans fard
(2003)
Cardelectro est le 6e album du groupe Red Cardell, sorti en 2003.

## Présentation
« Cardelectro, notre sixième album, est un album expérimental, assez machines electro tekno zarbi.

En janvier 2002, nous avons enregistré vingt sept titres par soir sur trois concerts, dont onze sur La Scène (cinquième album sorti le 13 avril 2002).
Sur les seize qui restent on prend des informations qu'on déforme, qu'on triture, avec des sons différents, etc. À partir de tout ça, on recrée de nouveaux titres avec de nouvelles lignes de chant, nouveaux textes, nouvelles mélodies d'accordéon ou de bombarde.

C'est assez dur à expliquer comme ça, mais le mieux, c'est encore de l'écouter. »
— Red Cardell
La suite Pogo tamm tamm est un hommage à Joe Strummer, leader du groupe britannique The Clash, mort le 22 décembre 2002.

## Réception
Dans la revue ArMen, Michel Toutous écrit : « Red Cardell n'a donc pas perdu son âme. Les textes de Jean-Pierre Riou restent percutants, les mélodies ont gardé cette saveur particulière où l'on peut reconnaître des thèmes quasi-traditionnels. Le chanteur-guitariste n'hésite pas à prendre sa bombarde, Jean-Michel Moal rappelle qu'il fut accordéoniste de fest-noz. Ce sont ces petites touches musicales qui donnent l'identité musicale de Red Cardell. Avec Cardelectro, les Red Cardell viennent démontrer la force de leur personnalité. »

## Liste des titres
| No  | Titre            | Durée |
| --- | ---------------- | ----- |
| 1.  | Poker            |       |
| 2.  | Agacé            |       |
| 3.  | Bouteille        |       |
| 4.  | Pogo tamm tamm 1 |       |
| 5.  | Pogo tamm tamm 2 |       |
| 6.  | Pogo tamm tamm 3 |       |
| 7.  | Ébène            |       |
| 8.  | Comic            |       |
| 9.  | Tamm tamm        |       |
| 10. | Cossar           |       |

- Textes : Jean-Pierre Riou
- Musiques : Patrice Marzin, Patrick Kiffer, Manu Masko, Jean-Michel Moal et Jean-Pierre Riou

## Crédits

### Musiciens
- Jean-Pierre Riou : chant, guitare électrique et acoustique, bombarde.
- Jean-Michel Moal : accordéon midi et acoustique, synthétiseurs.
- Manu Masko : batterie et percussions, claviers, samples.

### Réalisation
- Produit par : Kas Ha Bar
- Distribué par : Avel Ouest - Coop Breizh
- Réalisation, programmation, arrangements par : Patrice Marzin et Patrick Kiffer
- Masterisé par : Alan Ward au studio Electric City, Bruxelles
- graphisme par : Sylvain Lefevre, NoBRaiN